# Jon Knudsen
Jon Knudsen (ur. 20 listopada 1974 w Leirsund) – piłkarz norweski grający na pozycji bramkarza.

## Kariera klubowa
Pierwszym klubem w karierze Knudsena był amatorski Leirsund IF. Następnie został zawodnikiem Lillestrøm SK i w czerwcu 1993 roku zadebiutował w pierwszej lidze norweskiej w meczu z Hamarkameratene. W kolejnych sezonach był jednak rezerwowym dla Frode Grodåsa, toteż przez trzy lata rozegrał tylko 6 spotkań ligowych. W 1996 roku został wypożyczony do Strømsgodset IF, a w 1997 roku ponownie trafił na wypożyczenie tym razem do drugoligowego Skjetten SK. Natomiast w 1998 roku występował w Kongsvinger IL, z którym zaliczył spadek do drugiej ligi. Na początku 1999 roku Knudsen wyjechał do Danii i został zawodnikiem Ikast FS, wchłoniętym potem przez FC Midtjylland. W klubie tym grał do końca 1999 roku i rozegrał 28 meczów w drugiej lidze duńskiej.
W 2000 roku Knudsen wrócił do Norwegii i podpisał kontrakt z drużyną Stabæk Fotball. W jego barwach swój debiut zaliczył 8 kwietnia 2000 w przegranym 0:2 domowym spotkaniu z Rosenborgiem Trondheim. W 2002 roku wystąpił ze Stabækiem w Pucharze UEFA, a w 2003 roku zajął z nim 3. miejsce w lidze. W 2004 roku spadł jednak z klubem do drugiej ligi, jednak pobyt w niej trwał tylko jeden sezon i już w 2006 roku Knudsen bronił bramki Stabæku w pierwszej lidze. W 2007 roku został wicemistrzem kraju, a w 2008 roku swoją postawą przyczynił się do wywalczenia pierwszego tytułu mistrzowskiego w historii Stabæku. Wystąpił także w przegranym 1:4 finale Pucharu Norwegii z Vålerenga Fotball.
Na początku 2012 roku zawodnik przeniósł się do klubu Fredrikstad FK.
| Sezon   | Klub            | Kraj     | Rozgrywki    | Mecze | Bramki |
| ------- | --------------- | -------- | ------------ | ----- | ------ |
| 1993    | Lillestrøm SK   | Norwegia | Tippeligaen  | 4     | 0      |
| 1994    | Lillestrøm SK   | Norwegia | Tippeligaen  | 0     | 0      |
| 1995    | Lillestrøm SK   | Norwegia | Tippeligaen  | 2     | 0      |
| 1996    | Strømsgodset IF | Norwegia | Tippeligaen  | 7     | 0      |
| 1997    | Skjetten SK     | Norwegia | Adeccoligaen | ?     | 0      |
| 1998    | Kongsvinger IL  | Norwegia | Tippeligaen  | ?     | 0      |
| 1998/99 | Ikast FS        | Dania    | II liga      | 14    | 0      |
| 1999/00 | FC Midtjylland  | Dania    | II liga      | 14    | 0      |
| 2000    | Stabæk Fotball  | Norwegia | Tippeligaen  | 26    | 0      |
| 2001    | Stabæk Fotball  | Norwegia | Tippeligaen  | 10    | 0      |
| 2002    | Stabæk Fotball  | Norwegia | Tippeligaen  | 24    | 0      |
| 2003    | Stabæk Fotball  | Norwegia | Tippeligaen  | 21    | 0      |
| 2004    | Stabæk Fotball  | Norwegia | Tippeligaen  | 26    | 0      |
| 2005    | Stabæk Fotball  | Norwegia | Adeccoligaen | 30    | 0      |
| 2006    | Stabæk Fotball  | Norwegia | Tippeligaen  | 26    | 0      |
| 2007    | Stabæk Fotball  | Norwegia | Tippeligaen  | 26    | 0      |
| 2008    | Stabæk Fotball  | Norwegia | Tippeligaen  | 25    | 0      |
| 2009    | Stabæk Fotball  | Norwegia | Tippeligaen  | 30    | 0      |
| 2010    | Stabæk Fotball  | Norwegia | Tippeligaen  | 29    | 0      |
| 2011    | Stabæk Fotball  | Norwegia | Tippeligaen  | 11    | 0      |
| 2012    | Fredrikstad FK  | Norwegia | Tippeligaen  | 16    | 0      |

## Kariera reprezentacyjna
W 2007 roku Knudsen został po raz pierwszy powołany do reprezentacji Norwegii na mecz kwalifikacyjny do Euro 2008 z Maltą. Swój debiut w kadrze narodowej zaliczył 11 października 2008 w zremisowanym 0:0 meczu kwalifikacji do Mistrzostw Świata 2010 ze Szkocją.